# Bay de Verde
Bay de Verde es un pueblo canadiense situado en la provincia de Terranova y Labrador.

## Superficie
Bay de Verde tiene una superficie de 13,24 km².

## Demografía
En 2021, tenía 347 habitantes, una densidad poblacional de 26,2 hab./km², y 200 viviendas.